# A-YO
A-YO – singel promocyjny z piątego albumu studyjnego Lady Gagi o tytule Joanne.
Piosenka pojawiła się na listach przebojów w wielu krajach, w tym na 66. miejscu na liście Billboard Hot 100 Stanów Zjednoczonych.

## Tło, nagrywanie i wydanie
Utwór został wyprodukowany przez Gagę, Marka Ronsona oraz BloodPop, którzy również napisali tę piosenkę, wraz z Hillary Lindsey. Piosenka jest o paleniu papierosów, seksie i hejterach.
Piosenkę nagrano w nowojorskim studiu nagraniowym Electric Lady Studios przez Benjamine’a Rice’a, z pomocą Barry’ego McCready’ego. Dodatkowe nagrania odbyły się w kalifornijskich studiach takich jak Shangri-La, Pink Duck i GenPop Laboratory. Piosenkę zmiksowano w MixStar Studios przez Serbana Ghenea. Na melodię A-YO składa się grane przez Gagę, Ronsona, Thomasa Brennecka i Josha Homme gitary, perkusja grana przez Gagę i Estę Haim, syntezator oraz pianino grane przez BloodPopa, trąbka grana przez Dave’a Guya oraz saksofony grane przez Iana Hendrickson-Smitha i J. Gastelum Cochemea. Tom Coyne i Randy Merrill ukończyli mastering w nowojorskim studiu Sound Studios.
Początkowo planowano by A-YO było drugim singlem promującym Joanne, lecz po zaskakującym komercyjnym sukcesie Million Reasons, przez co A-YO zostało wydane jako promo 18 października 2016 poprzez rozgłośnie radiowe i internet.

## Wystąpienia na żywo

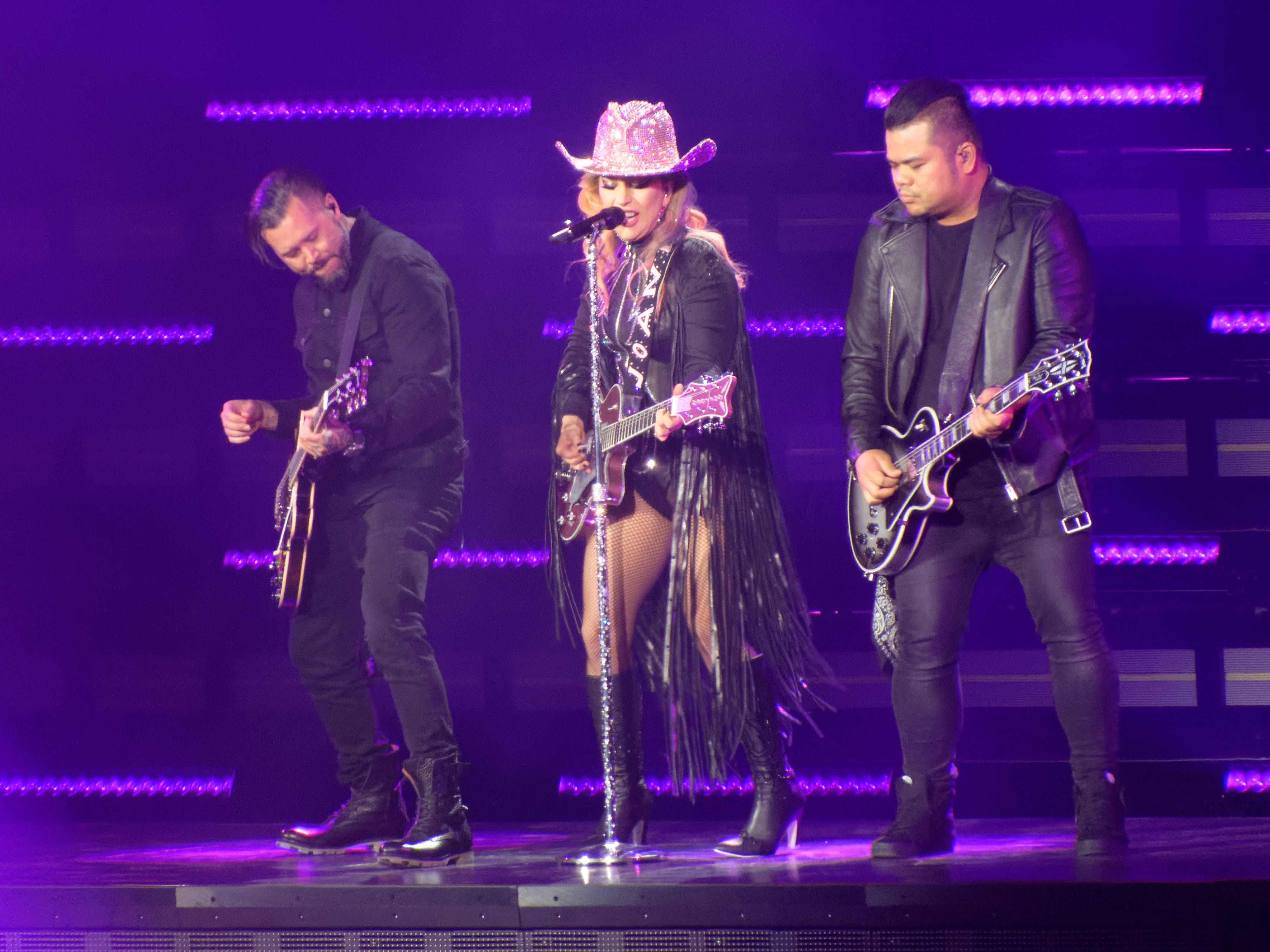
Gaga podczas śpiewania „A-YO”, podczas The Joanne World Tour w 2017.

Gaga zaśpiewała A-YO podczas promocyjnej trasy koncertowej Dive Bar Tour (2016). 22 października 2016 piosenkarka zaśpiewała tę piosenkę, wraz z Million Reasons, w programie Saturday Night Live. Trzy dni później piosenkarka zaprezentowała podczas The Late Late Show with James Corden, a następnie 5 grudnia podczas pokazu mody Victoria’s Secret.
16 kwietnia 2017 Gaga zaśpiewała A-YO podczas festiwalu Coachella. Ta piosenka była jedną z granych podczas jej ogólnoświatowej trasy koncertowej The Joanne World Tour (2017–2018).

## Notowania
| Notowania (2016)                      | Najwyższa pozycja |
| ------------------------------------- | ----------------- |
| Kanada (Canadian Hot 100)             | 55                |
| Czechy (Rádio Top 100)                | 93                |
| Czechy (Singles Digitál Top 100)      | 56                |
| Francja (SNEP)                        | 167               |
| Irlandia (IRMA)                       | 67                |
| Nowa Zelandia (RMNZ)                  | 3                 |
| Portugalia (AFP)                      | 92                |
| Szkocja                               | 55                |
| Słowacja (Singles Digitál Top 100)    | 58                |
| Szwajcaria (Schweizer Hitparade)      | 62                |
| Wielka Brytania                       | 66                |
| Stany Zjednoczone (Billboard Hot 100) | 66                |
| Wenezuela                             | 42                |